# Famosa
Famosa è un film del 2020 diretto da Alessandra Mortelliti.

## Trama
Il diciassettenne Rocco Fiorella vive in un piccolo paese del Frusinate con i suoi due genitori: un padre disoccupato e violento e sua madre, che non vuole separarsi da suo marito. A scuola Rocco non è molto ben visto e viene spesso deriso da alcuni ragazzi, per via della sua timidezza e riservatezza. Tornato a casa, Rocco si chiude nella sua stanza oppure si nasconde tra i campi, dove si allena per diventare un ballerino.
Un giorno, a causa di una scommessa persa, una sua compagna di scuola lo invita alla sua festa di compleanno. Durante i festeggiamenti, Rocco viene bendato insieme ad altri ragazzi e ragazze e partecipa a un gioco nel quale due coppie devono formarsi e baciarsi. Mentre tutte le coppie si formano, Rocco e Luigi Ghirlardi, un suo compagno di classe per cui Rocco prova molta ammirazione, restano fuori e sono costretti a baciarsi. Rocco viene invitato a fare uso di sostanze stupefacenti e poi a ballare.
Durante i festeggiamenti, il padre di Rocco viene a sapere da alcuni abitanti del paese di alcuni video pubblicati da suo figlio e viene deriso. Infuriato, il padre interrompe i festeggiamenti e riporta suo figlio a casa, dove lo obbliga a cancellare tutti i video pubblicati da lui in rete e combina un appuntamento con Azzurra, la figlia di una negoziante della zona, per la quale il padre di Rocco prova dei sentimenti amorosi.
All'appuntamento, Azzurra informa Rocco del fatto che in paese girino molte dicerie sul suo contro, tra le quali che sia omosessuale e che da piccolo si vestisse in un modo giudicato dalla gente del posto strano. Successivamente Azzurra confessa di essere contenta di averlo conosciuto e lo bacia sulle labbra. I due diventano molto amici.
Rocco e Luigi iniziano a conoscersi meglio. Nel frattempo, Rocco viene accettato ai provini di un talent televisivo che si tengono a Cinecittà. Rocco confida a Luigi della sua volontà di voler partecipare al provino e di volersi trasferire a Roma.
Zia Maura, una zia di Rocco con un problema alla gamba e a cui lui è molto legata tanto da aiutarla nelle faccende domestiche, lo aiuta a trovare una sistemazione, tramite una persona che conosce ma che non ha mai incontrato, e lo supporta affinché vada via dalla città, sperando che per suo nipote sia arrivato il momento di essere felice. In gran segreto, prepara il viaggio con l'aiuto di zia Maura e scappa via di casa, prendendo un autobus diretto a Roma. A sorpresa, la mattina della partenza, si presentano Azzurra e Luigi.
Rocco arriva a Roma e partecipa al provino. Al termine, in affittacamere, telefona sua zia per informarla di essere riuscito a fare una buona impressione sui giudici. Successivamente, Rocco conosce Saverio, la persona consigliata da sua zia, che gli offre un lavoro e lo invita a vivere a casa sua, così da risparmiare i soldi dell'albergo. Giunto a casa di Saverio, questo informa Rocco di aver invitato a cena una persona del mondo dello spettacolo. La persona invitata, chiede a Rocco di fargli vedere dei passi di danza, illudendolo di avere conoscenze all'interno del talent a cui ha partecipato e di poterlo aiutare a entrare, se si fosse rivelato all'altezza. Rocco inizia a ballare, ma gli viene chiesto di spogliarsi. Rocco, infastidito, cerca di scappare, ma scopre di essere stato derubato da Saverio del suo denaro. Alla richiesta di restituirgli il denaro, Saverio accoltella Rocco, che scappa via insanguinato.
Rocco gira per Roma alla ricerca di un lavoro all'interno di un bar, ma la sua domanda viene rifiutata. Rocco trova una banconota da 10 euro per strada. Con quei soldi acquista un biglietto dell'autobus per ritornare a casa, deluso dalla sua esperienza a Roma.
La sera, tornato in paese, cerca rifugio a casa di sua zia, ma viene sorpreso da suo padre, che lo riporta a casa e lo punisce per essere scappato via, frustandolo con una cintura. Successivamente, il padre tenta di tagliargli i capelli, ma Rocco di ribella e, dopo una lite, Rocco soffoca suo padre, che cade a terra incosciente.
Rocco fugge via e finisce in una festa di paese. Qui, la gente inizia a costringerlo a bere e a prendersi gioco di lui. Nel frattempo sua zia scopre che suo nipote è preso di mira da questa gente e cerca di raggiungerlo. Azzurra, che vede la scena, corre a chiamare Luigi. Nel frattempo, Rocco viene spogliato fino a restare in intimo e viene buttato giù da un palco. Luigi tenta di salvarlo, scostando dalla scena le persone giunte per vedere lo spettacolo. Mentre Azzurra e Luigi lo sorreggono, arriva una pattuglia dei Carabinieri, che arresta Rocco, molto probabilmente per l'omicidio del padre. Luigi lo accompagna all'auto della pattuglia, mentre a Rocco, in stato di incoscienza, racconta di essere stato scelto dai giudici di Cinecittà per il talent.
Il film termina con una scena della performance di Rocco al talent.

## Distribuzione
Il film è stato distribuito nelle sale cinematografiche italiane dal 13 al 15 luglio 2020.